# Endodonti

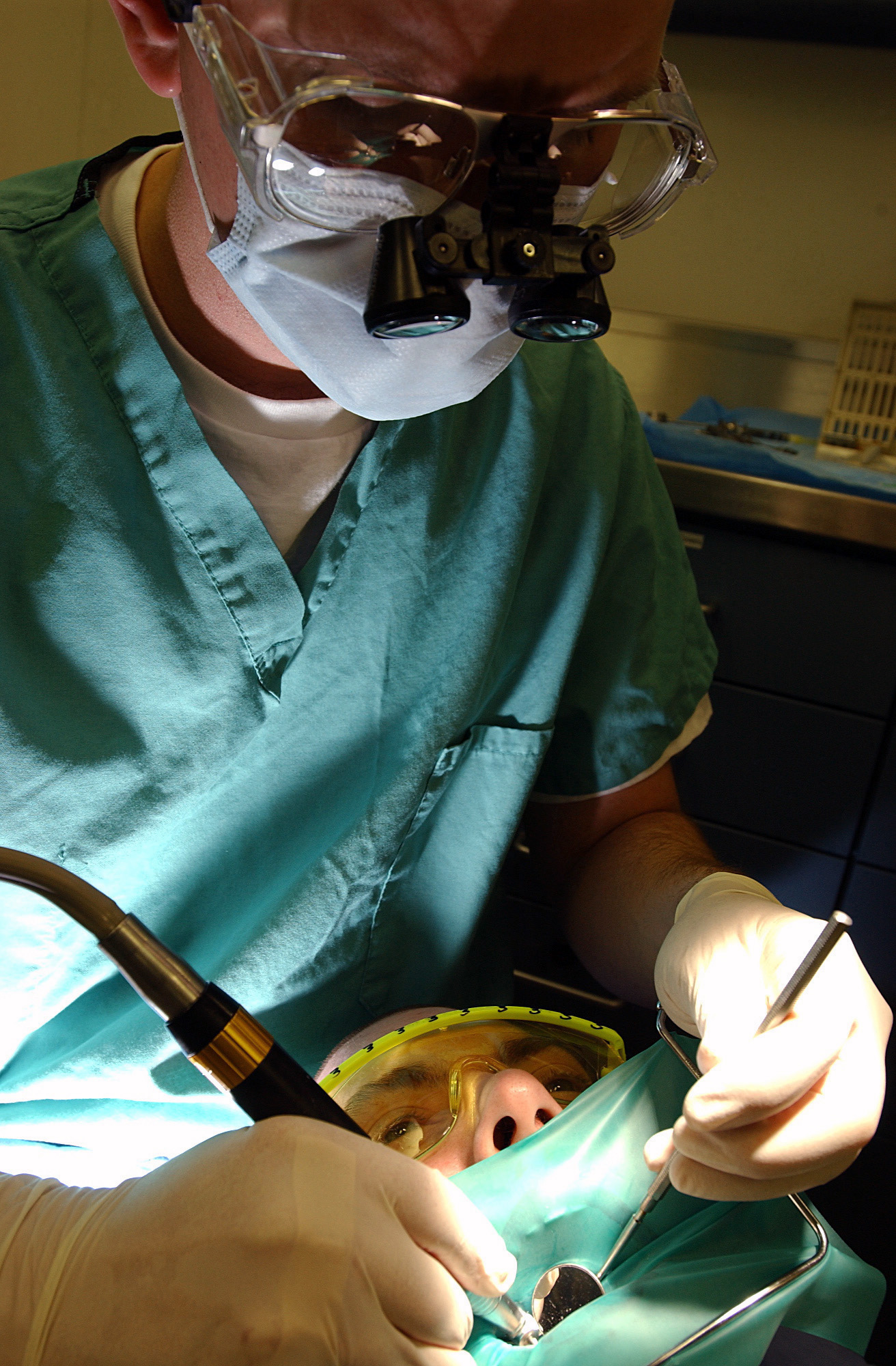
En endodontist utför en rotfyllning på en patient.

Endodonti (av klassisk grekiska ἔνδον, endon, "i", "inuti", ὀδών, odon, "tand", och λόγος, logos, "ord", "lära") är den del av odontologin som omfattar tandpulpans sjukdomstillstånd samt förebyggande, behandling och prognos av dessa. Det är även en klinisk specialitet där en specialistutbildad tandläkare (endodontist) utför särskilt komplicerad rotbehandling.